# Édouard Mortier
Édouard Adolphe Casimir Joseph Mortier, från 1808 hertig av Treviso, född 13 februari 1768 i Le Cateau-Cambrésis, död 28 juli 1835 i Paris, var en fransk general och marskalk av Frankrike under Napoleon I. Åren 1834-1835 var han Frankrikes premiärminister.

## Biografi
Mortier föddes 1768. Han var son till Charles Mortier (1730–1808) och Marie Anne Joseph Bonnaire (född 1735). Han gick in i armén som underlöjtnant 1791.
Mortier blev divisionsgeneral 1799 och marskalk 1803. Han deltog med utmärkelse i Napoleonkrigen, besatte 1803 Hannover, förde 1806 en armékår i norra Tyskalnd , bland annat mot svenskarna och utmärkte sig 1807 i slaget vid Friedland. 1814 anslöt sig Mortier till Ludvig XVIII, blev under julimonarkin 1834 ministerpresident men sårades dödligt 28 juli 1835 i ett attentat riktat mot Ludvig Filip I av Frankrike.